# ツタ
ツタ（蔦、学名: Parthenocissus tricuspidata）は、ブドウ科ツタ属のつる性の落葉性木本。山野に生える。別名、アマヅラ、ナツヅタ（夏蔦）、モミジヅタ。和名の由来は、他の木や岩肌につたって伸びる様子から「つたって」が転訛したものとされる。中国名は「地錦」。
ツタという言葉は、ツタ属（Parthenocissus）の植物を総じて称することもある。英語でのアイヴィー（Ivy）との呼び方は、ウコギ科キヅタ属の植物を指すことが多い。Poison Ivyはツタウルシであり、ツタではない。

## 分布・生育地
日本では北海道・本州・四国・九州の低地に分布する。山の林や岩肌にふつうに自生する。木の幹にびっしり張り付いているほか、建物の壁や塀の一面を覆うことも多い。
ツタ属植物は、アジアから北アメリカに15種が自生し、日本にはツタ（P. tricuspidata）のみが北海道、本州、四国、九州に自生する。北アメリカには、葉が5裂、あるいは5葉に分かれるアメリカキヅタ（P. quinguefolia）がある。

## 特徴
落葉性のつる植物。まきひげの先端が吸盤になり、木や崖などの基盤に付着してよじ登る。樹皮は黒褐色で縦筋があり、若木は皮目があり、老木になって太いものは縦に深く割れる。一年枝は赤褐色で短枝もよく出る。
葉の形は変異が多く、若い枝では切れ込みのない葉、または掌状に浅く裂けるか、あるいは完全に3つに分裂して複葉になり、後者はツタウルシの葉に似ている。複葉の場合、3小葉からなる。
若いつると古いつるでは、葉の形が異なり3通りくらいある。若い枝の葉は、小型で光沢が弱く、太い枝の葉は光沢が強い。無理やり抜いた場合はポツポツと吸盤だけが残る。葉を引っ張ると葉柄が一緒についてくるが、秋に紅葉して葉が散るときには葉と葉柄が分離する。紅葉しはじめは紫色を帯びやすく、緑色から紫色、赤色、橙色、黄色のグラデーションになる。若い枝の紅葉は明るい色が多く、太い枝の葉は紫色を帯びる傾向がある。ブドウ科の植物に共通し、落葉時には葉柄が外れるものが多い。
花期は6 - 7月。5枚の緑色の花弁を持つ小さな花をつける。落葉後も黒紫色の果実が残ることが多い。
冬芽は互生し、小さな円錐形で大きな葉痕の上につく。

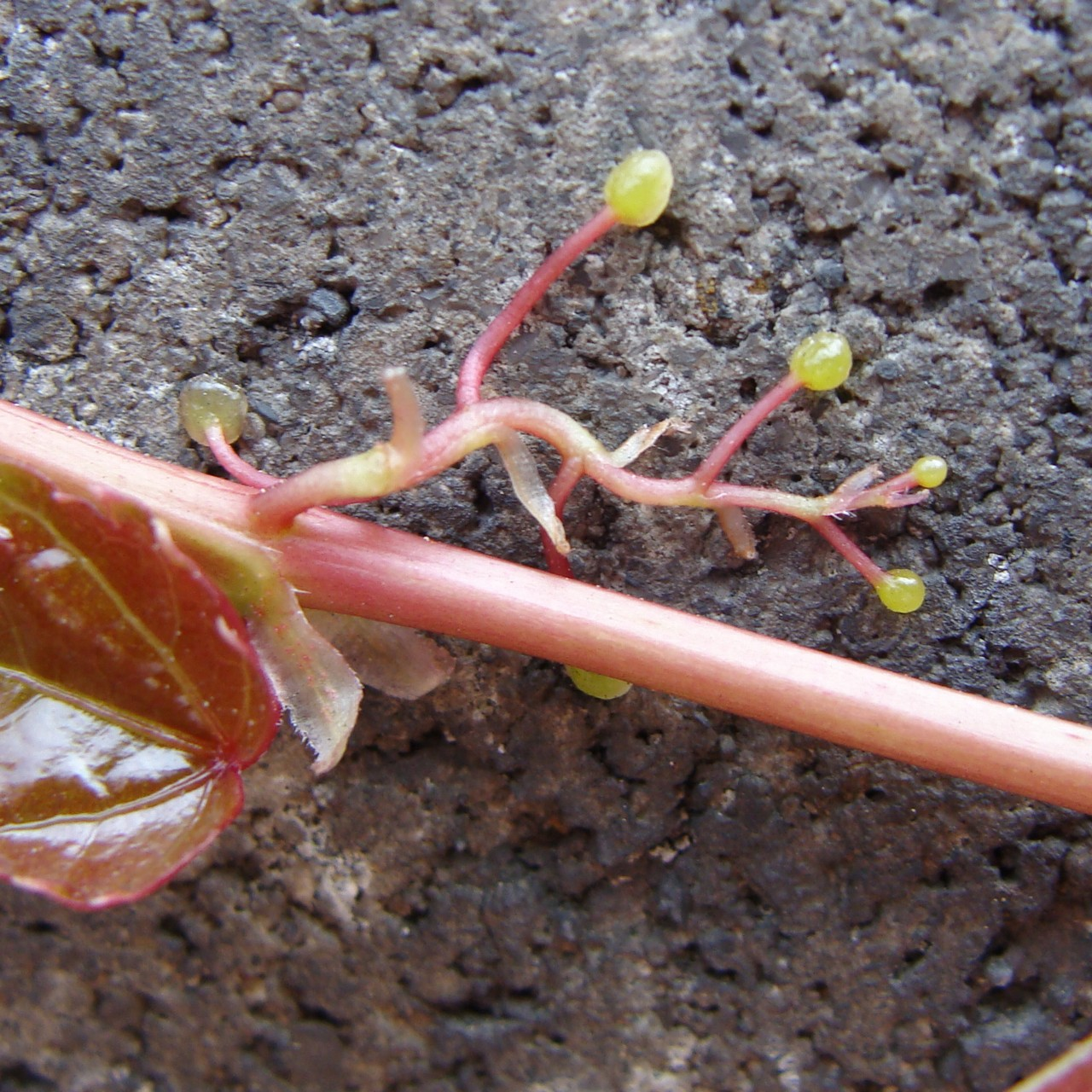
ツタの吸盤
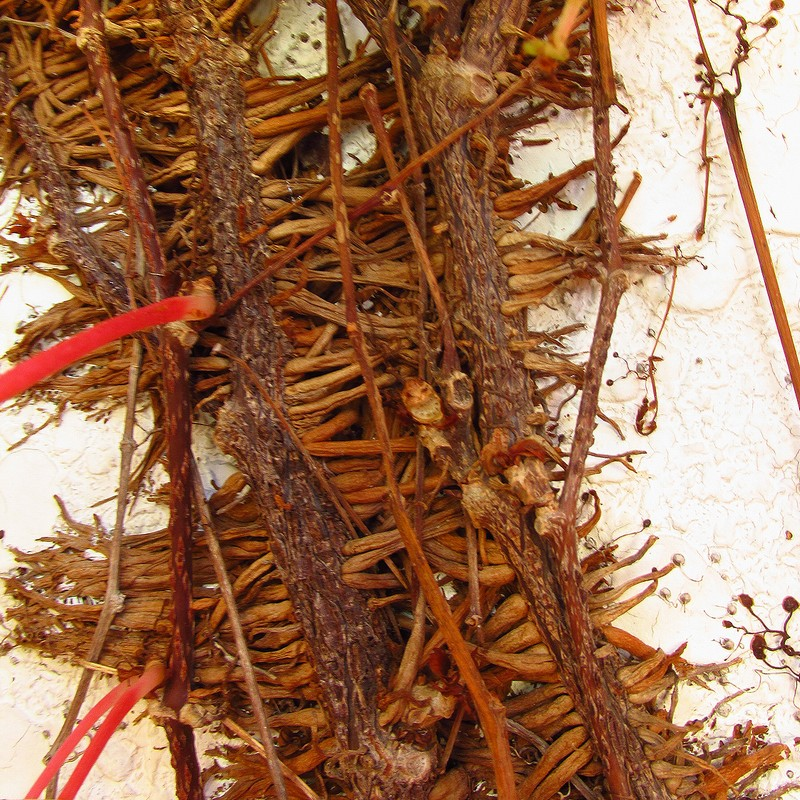
ツタの気根
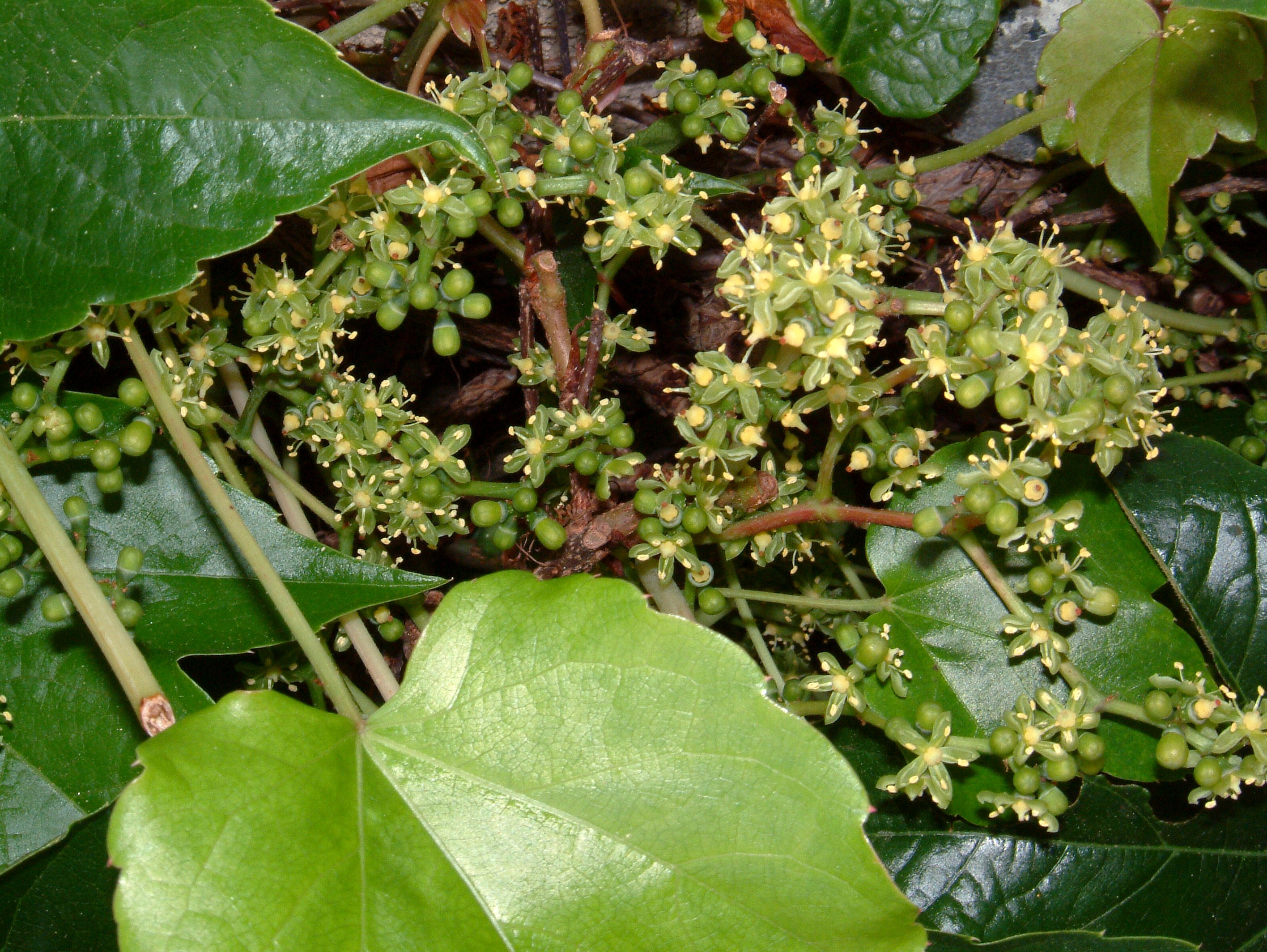
ツタの花
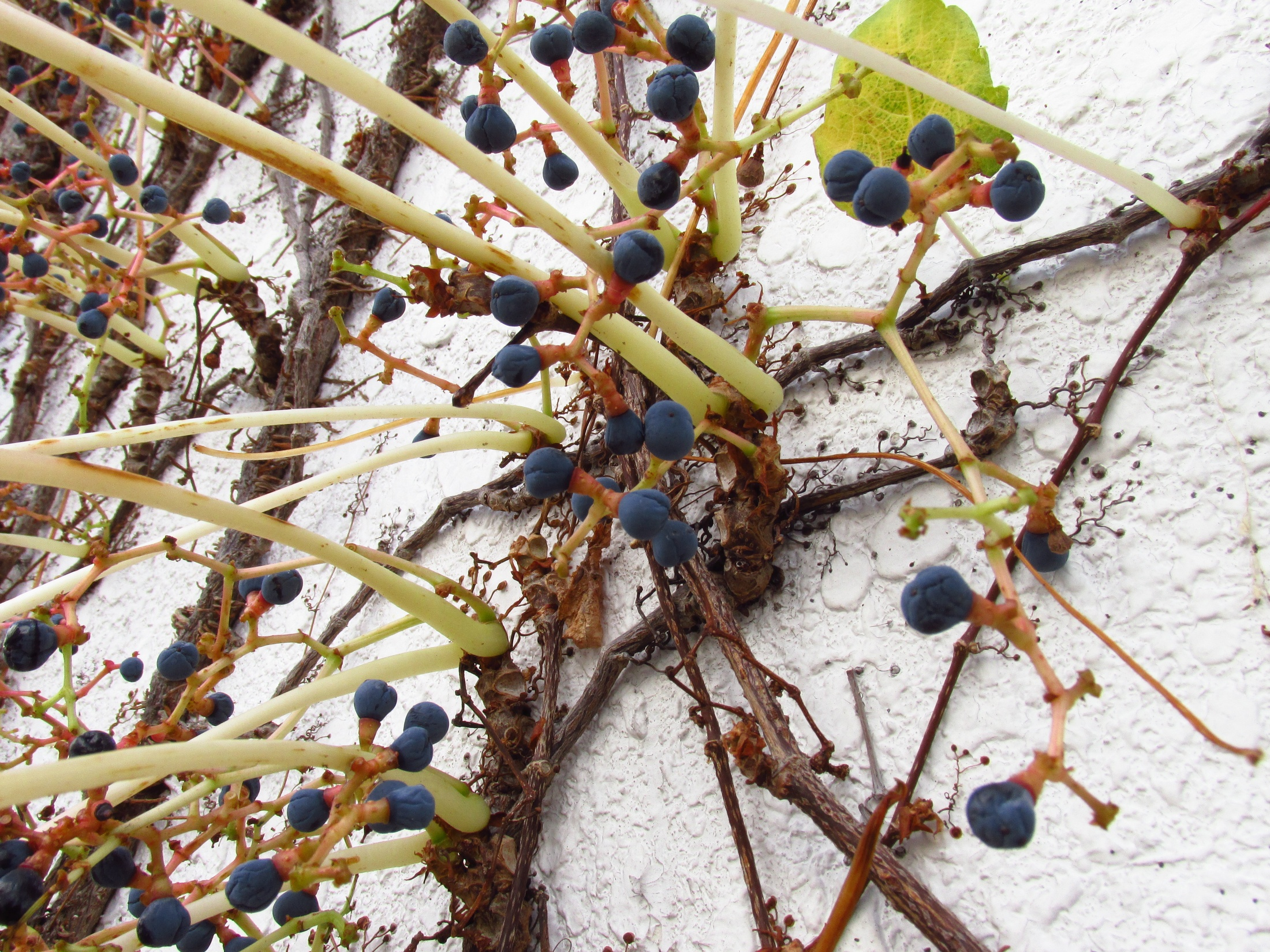
ツタの実

### キヅタとの違い
ツタはブドウ科であるが、類似する植物にウコギ科のキヅタ（Hedera rhombea）がある。分布域はツタよりもやや南で、本州から南西諸島まである。ツタは巻きひげの先の吸盤で壁などをよじ登っていくが、キヅタは付着根という細かいブラシのようなヒゲ根によって張り付き、這い上がる高さもツタより優っている。葉は紅葉して落葉するツタに対し、キヅタは常緑で一年中緑色の葉をつけている。葉の形も、3裂した単葉か3枚に分かれた複葉のツタに対し、キヅタでは若い葉は3裂しているが、大きくなると卵形になる。

## 利用
庭や建物の緑化用に植えられる。古くから建物の外壁に覆わせ、装飾として利用される。建物に這わすことで、強い陽の照り返し緩和し、室内温度を下げる働きもしている。道路の擁壁などにもツタが使われていて、平面に使うことで、道路などの照り返しを防ぐよいグラウンドカバーになる。
また、日本では古来から樹液をアマヅラと呼ばれる甘味料として利用していた。ナツヅタの名は、ウコギ科キヅタをフユヅタと呼んだため、その対比で呼ばれた。

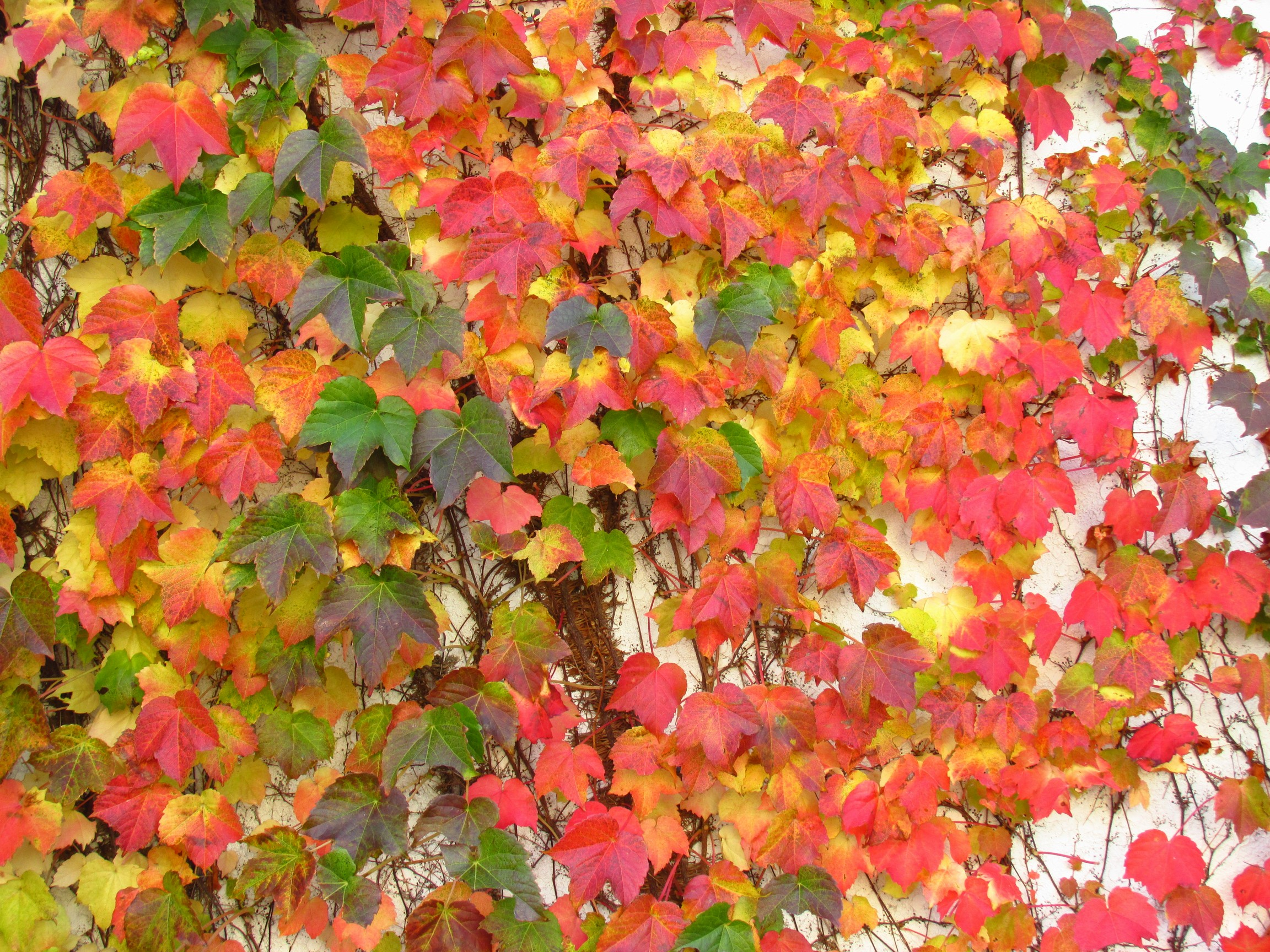
晩秋に紅葉するツタの葉
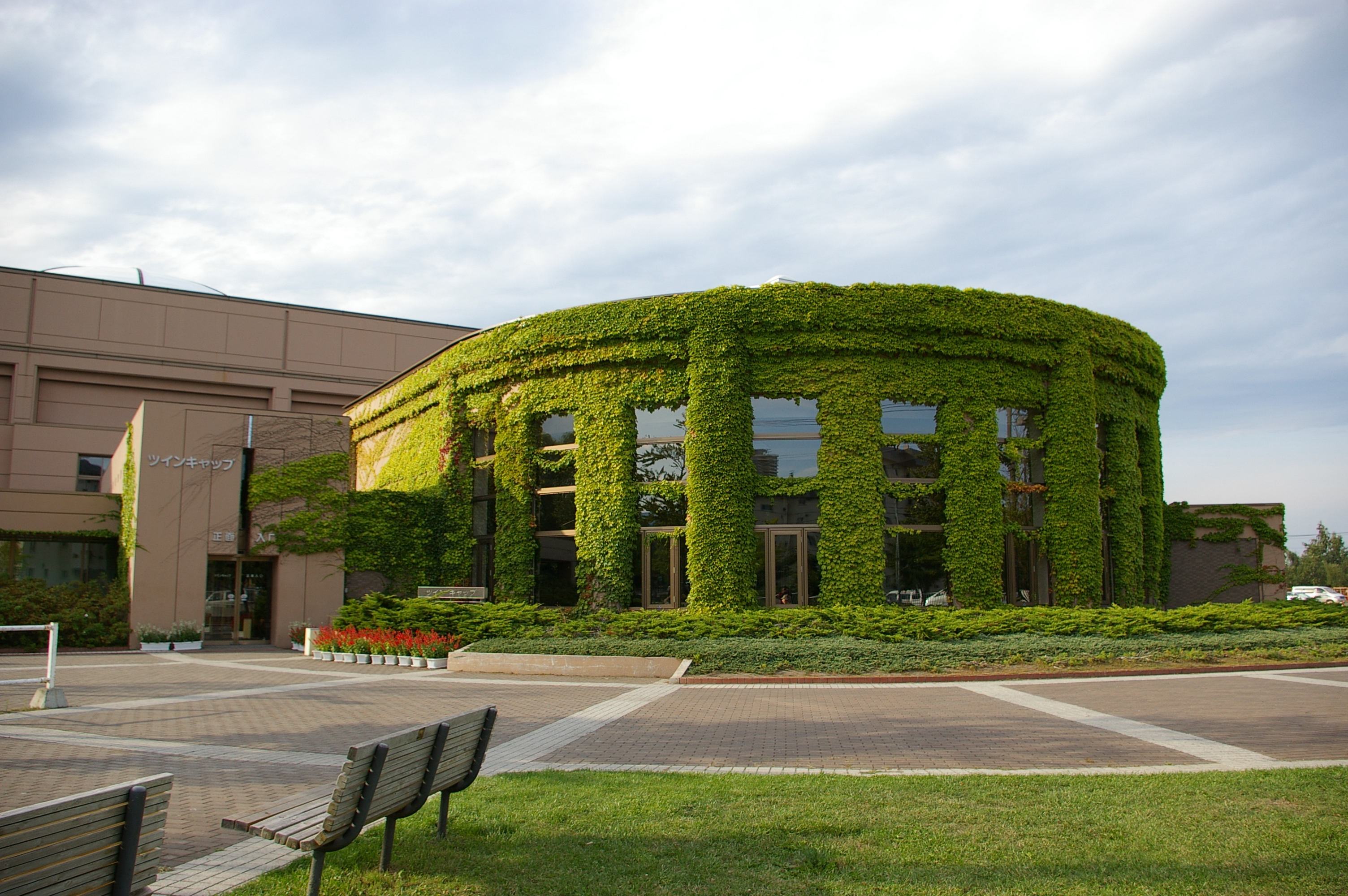
ツタに覆われる農試公園ツインキャップ （札幌市西区）
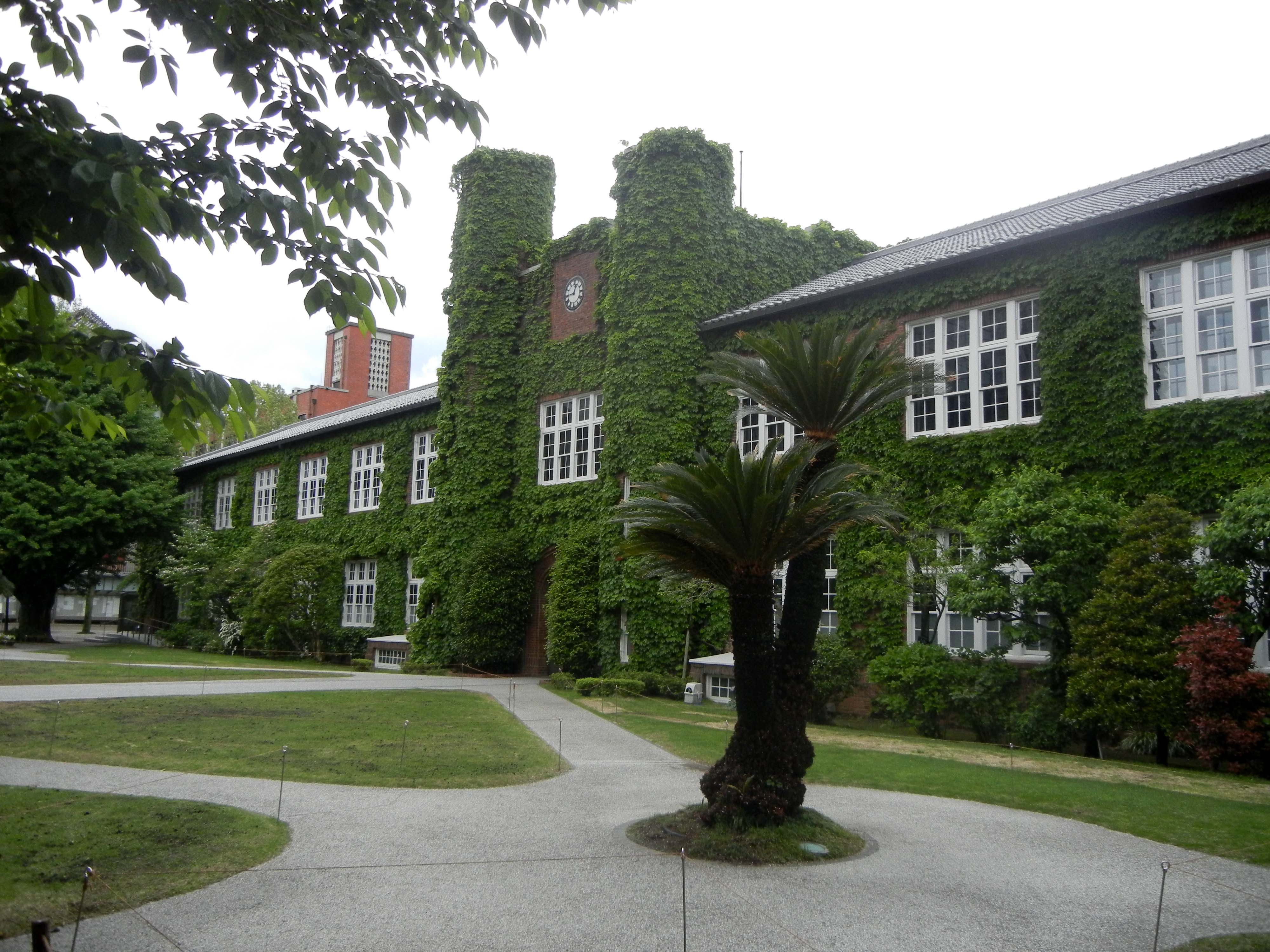
ツタが絡まる立教大学池袋キャンパス本館校舎 （豊島区）
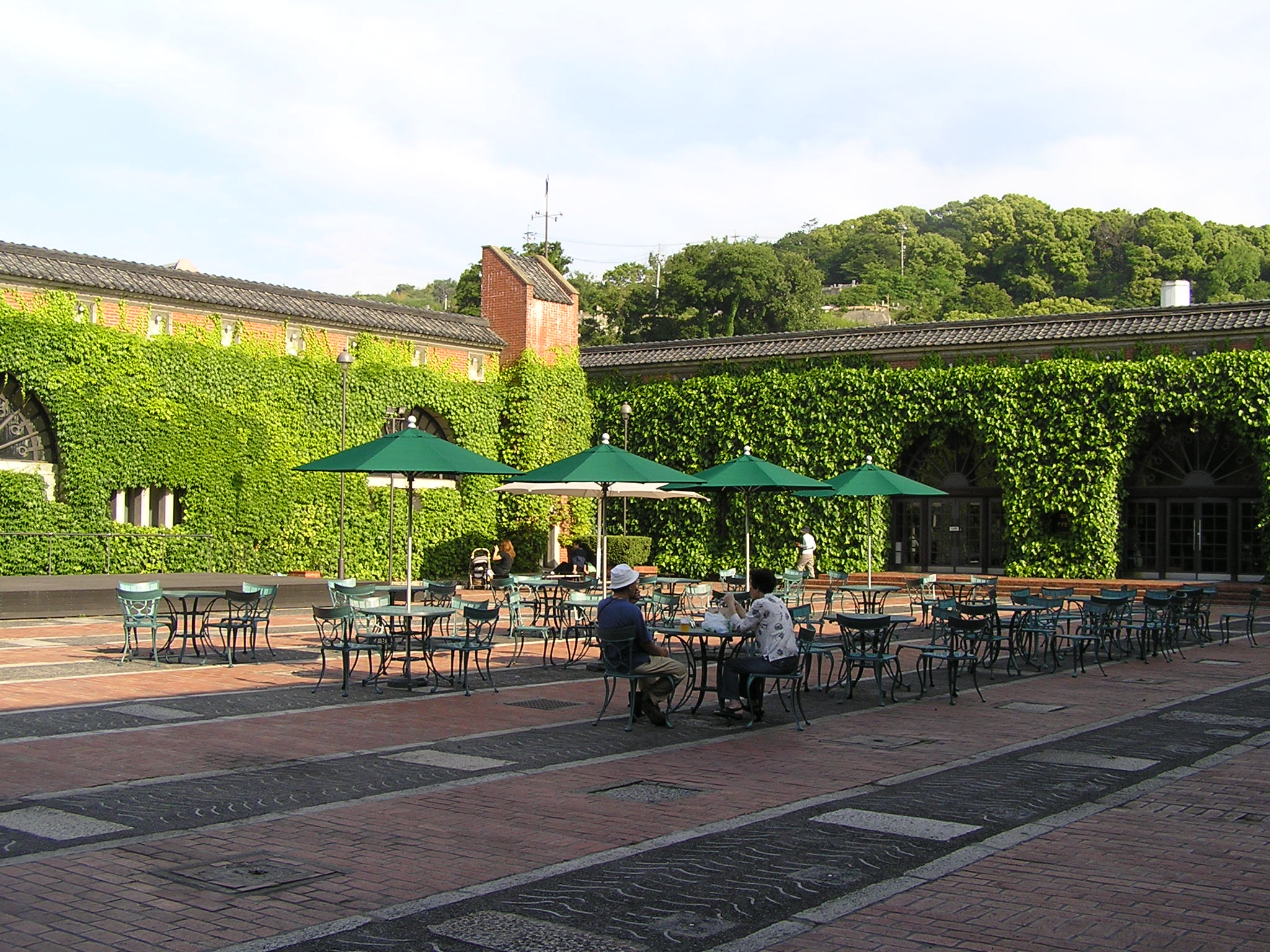
ツタに覆われる倉敷アイビースクエア （倉敷市）

## 文化
童謡「まっかな秋」でも唱われるように、紅葉が美しい植物として親しまれている。

### 家紋
蔦紋（つたもん）は、ツタの葉・茎・花を図案化した日本の家紋の一種である。
家紋としての初見は不明であるが、江戸時代に松平氏が用い、8代将軍である徳川吉宗が用いたことから広まったとも言われる。現在は十大家紋に数えられるほどに使用家が多い。
『見聞諸家紋』には、椎名氏（蔦）、富田氏（蔓蔦）、高安氏（竹笹輪に蔦）が載せられている。
他に『寛政重修諸家譜』には、津藩藤堂氏が「藤堂蔦」、本荘藩六郷氏、西尾藩（大給）、小島藩（滝脇）、棚倉藩（松井）ら各、松平氏が「蔦」で載せられている。
また、ほかの樹木や建物などに着生する習性から付き従うことに転じて、女紋として用いられることがあった。蔦が絡んで茂るさまが馴染み客と一生、離れないことにかけて芸妓や娼婦などが用いたといわれる。

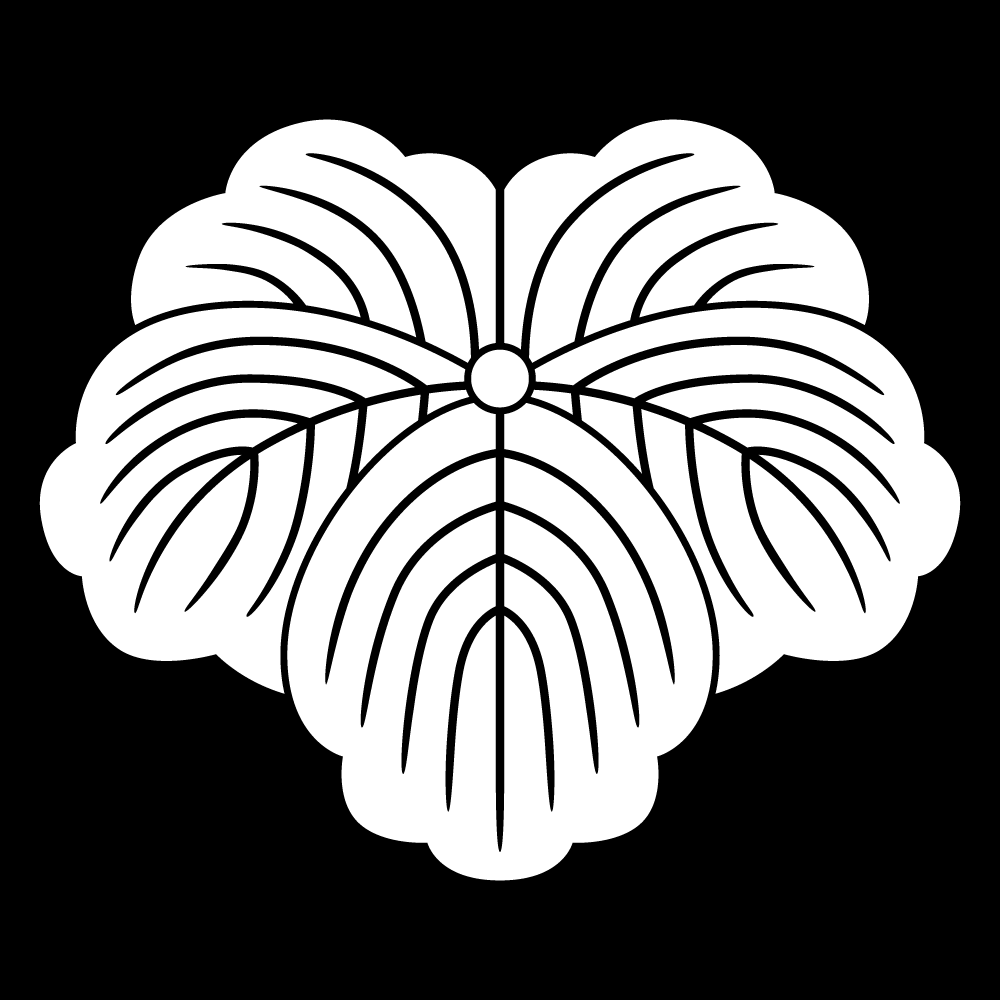
蔦紋
中陰松皮菱に鬼蔦
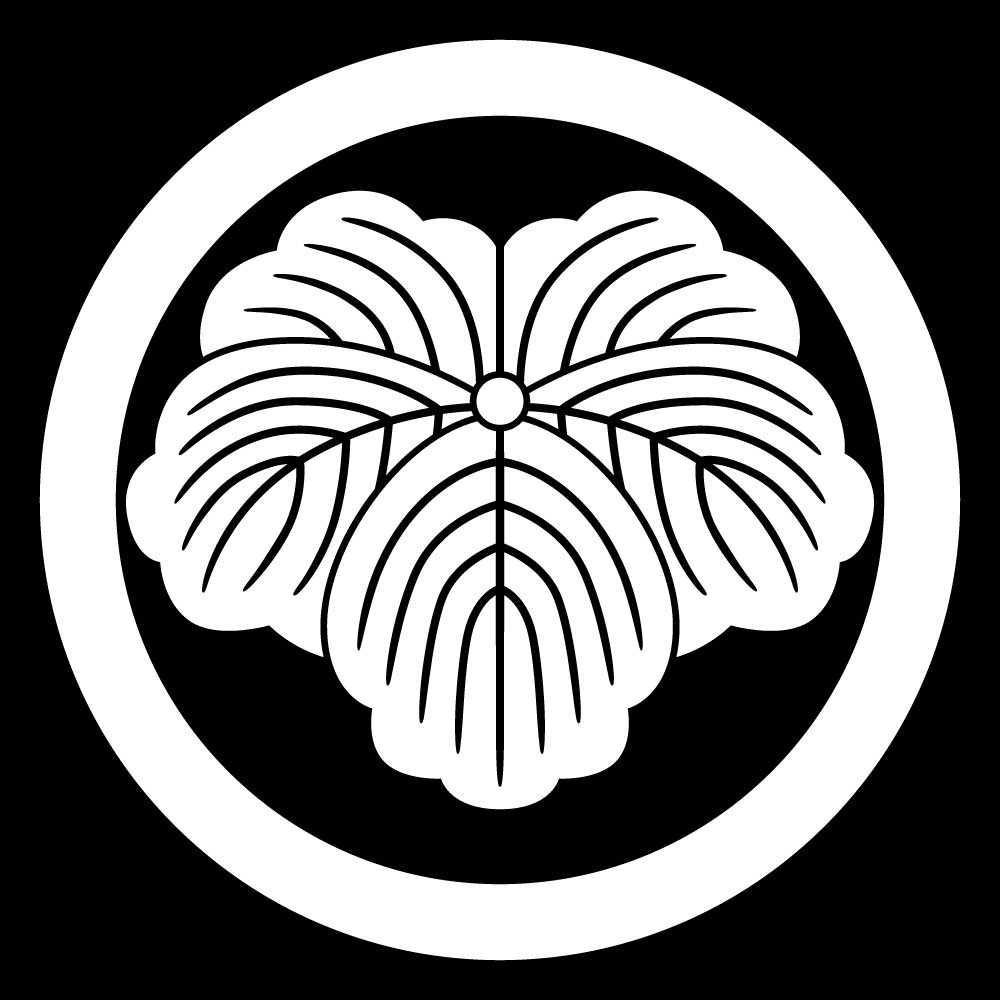
丸に蔦紋